# ABC de la música
ABC de la música es un manual de teoría musical escrito por el compositor, teórico de la música y pedagogo chileno Andrés Steinfort Mulsow que fue publicado en Santiago de Chile en 1922.

## Descripción
Según su autor en el prólogo de la segunda edición de 1927, este texto fue tomando forma gracias a la colaboración de sus estudiantes y su larga experiencia como docente en el Conservatorio Nacional de Música de Santiago de Chile. El libro ofrece a los estudiantes un curso teórico-práctico de lectoescritura musical que parte de una base muy elemental, permitiendo un avance a un ritmo personal gracias a su metodología de autoenseñanza o Selbstunterricht, la cual describe profundamente en dicho prólogo.
Fue aprobado como texto de enseñanza en el Conservatorio Nacional así como en Liceos y Academias musicales por Decreto Supremo N° 2652 del Ministerio de Instrucción Pública del 14 de agosto de 1923, según consta en la portada de la segunda edición de 1927.
Este texto junto a su tratado Armonía (1925) son las obras más importantes de Steinfort.